# Asuni
Asuni är en ort och kommun i provinsen Oristano i regionen Sardinien i Italien. Kommunen hade 345 invånare (2017).